# Podosoko (Candimulyo)
Podosoko is een bestuurslaag in het regentschap Magelang van de provincie Midden-Java, Indonesië. Podosoko telt 1631 inwoners (volkstelling 2010).